# Jan Gottlieb Bloch

Herb z nobilitacji w 1883

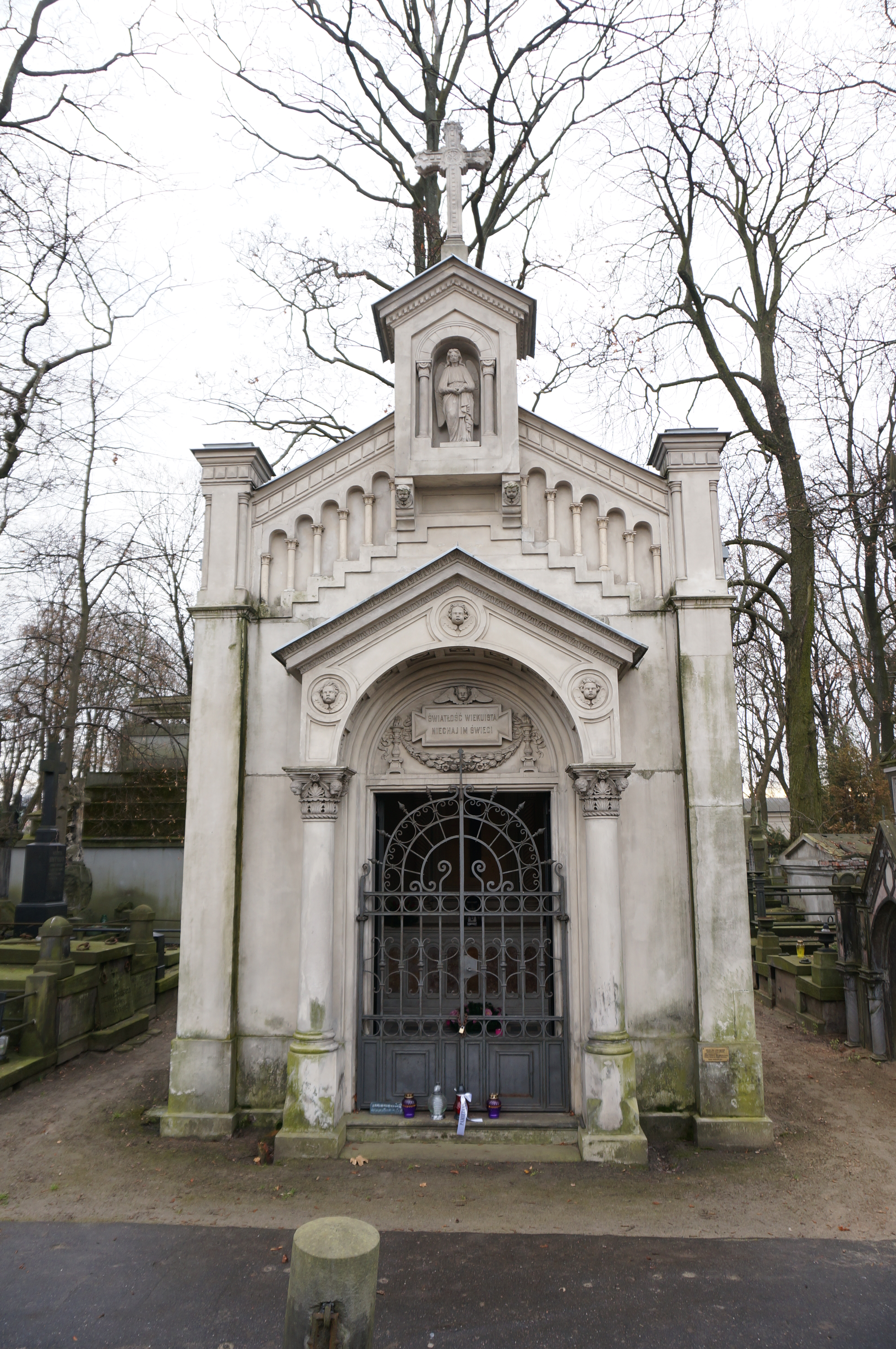
Grób Jana Gottlieba Blocha na cmentarzu Powązkowskim

Jan Gottlieb Bloch (ur. 24 czerwca 1836 w Radomiu, zm. 7 stycznia 1902 w Warszawie) – polski finansista i przemysłowiec, „król kolei żelaznych” – twórca i budowniczy kilku ważnych w Rosji linii kolejowych, w tym „Drogi Żelaznej Fabryczno-Łódzkiej” – krótkiej, ale dla rozwoju Łodzi niezwykle istotnej.
Był symbolem epoki dojrzałego kapitalizmu, najbardziej bodaj reprezentatywnym przedstawicielem uformowanej już burżuazji polskiej. Pisano o nim po śmierci: najwybitniejsza i najciekawsza postać świata finansowego Warszawy końca XIX w., gwiazda pierwszej wielkości polskiej elity finansowej ostatnich dziesięcioleci XIX w.
Był egzemplifikacją pozytywistycznych działań, pracy od podstaw, sukcesu w świecie techniki, w dziedzinie gospodarki – kolejnictwa.

## Nauka i praca
Urodził się w rodzinie żydowskiej jako syn Selima (1790-XIX w.) i Fryderyki Neumark. Jego ojciec był właścicielem niewielkiej farbiarni wyrobów włókienniczych, która znajdowała się pierwotnie w Radomiu, a później w Warszawie. Jan Gottlieb miał ośmioro rodzeństwa. Ukończył szkołę realną w Warszawie.
Około 1851 wyjechał do Warszawy. Miał wówczas piętnaście lat. Początkowo pracował w banku w Warszawie u Henryka Toeplitza jako goniec. Jednocześnie uczęszczał do warszawskiego gimnazjum. Po zakończeniu pracy w banku pracował w administracji dóbr ziemskich na Podolu. W 1851 roku porzucił judaizm i przeszedł na kalwinizm.
Gdy miał 19 lat udał się do pracy w Petersburgu. Pracował tam początkowo w młynie parowym, a następnie zajął się budową kolei jako przedsiębiorca, początkowo jako poddzierżawca, prowadząc roboty budowlane związane z linią warszawsko-petersburską, zbudował m.in. stację kolejową w Petersburgu. Prowadząc budowy kolejowe zdobył znaczny majątek, który pozwolił mu po powrocie do kraju założyć w 1862 własny dom bankowy. Ale przedtem, zdając sobie sprawę z własnego braku obycia i wykształcenia, a będąc człowiekiem obrotnym, sprytnym i przewidującym, postanowił wyjechać na jakiś czas za granicę, aby się poduczyć, nabrać ogłady, nawiązać nowe znajomości w sferach nie tylko biznesowych. Studiował na uczelniach niemieckich, od 1860 przez pewien czas na uniwersytecie w Berlinie, nie wiemy jednak nic o ukończonych studiach. Wrócił jako młody, dobrze ułożony człowiek. Wkrótce nawiązał znajomość z uchodzącą za prawdziwą piękność Emilią, córką doktora Henryka Kronenberga, lekarza w Moskwie. Bloch ożenił się z jego córką, bardzo piękną, wykształconą, inteligentną i pełną zalet towarzyskich.
Po ślubie Jan Bloch osiadł na stałe w Warszawie, kupił okazały dom i założył duży kantor bankowy. Od 1864 angażował swe kapitały w rozmaite przedsięwzięcia przemysłowe, m.in. w Warszawie kupił, przebudował i unowocześnił młyn parowy oraz zbudował piekarnię mechaniczną. Znaczny był udział Jana Blocha w przemyśle cukrowniczym – kupował i modernizował cukrownie, m.in. „Częstocice” w Radomskiem, „Dobrzelin” w Kutnowskiem, „Żytyń” na Wołyniu. Eksploatował również lasy na Wołyniu. Zainteresowania Jana Blocha były wyjątkowo wielostronne, do tego bowiem stał się ekonomistą i finansistą. Jego dom bankowy, nie największy, jednak liczący się w branży, działał przez bez mała pół wieku. Znana rywalizacja z Leopoldem Kronenbergiem (wybitnym warszawskim finansistą, żydowskiego pochodzenia, bratem teścia Blocha) nie spowodowała żadnego uszczerbku ani w kapitale, ani pozycji finansowej i towarzyskiej Jana Blocha.
Wbrew podawanym informacjom, że jego konwersja na katolicyzm nastąpiła przy okazji ślubu, Bloch na katolicyzm przeszedł po 1872 roku, gdyż jeszcze w 1871 roku jako delegat na synod Kościoła został wybrany do synodalnego komitetu obrachunkowego, zresztą po raz siódmy z rzędu.
W 1875, w wieku 39 lat, był człowiekiem uznawanym za wybitnego znawcę spraw kolejowych, znajdował się u szczytu kariery, podejmując śmiałe inicjatywy o wielorakim charakterze, odnosił największe sukcesy.
W 1883 nabył 30-włókowy majątek ziemski Łęczna w Lubelskiem (to tam, w okolicach Lublina po prawie 100 latach powstało nowe zagłębie węglowe, ale o ile wiadomo Jan Bloch o pokładach węgla nie wiedział, bo w przeciwnym wypadku prawdopodobnie to on byłby inicjatorem budowy kopalni). Był to wówczas pokaźny i bogaty w urodzajne gleby majątek ziemski, samo zaś miasteczko Łęczna słynęło w południowo-wschodniej Polsce z dorocznych jarmarków końskich.
Ale przez cały czas był czynnym przedsiębiorcą kolejowym, co było jego podstawową działalnością i dało mu ów wiele mówiący przydomek król kolei żelaznych. Bo też życie i działalność tego działacza gospodarczego i przedsiębiorcy przypadło na czasy największego rozkwitu budownictwa kolejowego w Rosji.
Budowa Drogi Żelaznej Fabryczno-Łódzkiej w 1865 była jego pierwszą wielką szansą w Królestwie Polskim i pierwszym szczeblem do zawrotnej kariery. Z szansy tej skorzystał. Na budowie nawet tak krótkiej linii kolejowej, jaką była Kolej Żelazna Fabryczno-Łódzka, potrafił Jan Bloch i inni współzałożyciele dobrze zarobić. Odtąd jego nazwisko towarzyszyło niemal wszystkim pomysłom i przedsięwzięciom kolejowym w Królestwie Polskim przez ostatnie 40 lat XIX stulecia, nie inaczej więc było z budową Kolei Żelaznej Fabryczno-Łódzkiej.
Kolejnym ważnym szczeblem jego kariery było, po nabyciu większości akcji kolei brzesko-kijowskiej, brzesko-grajewskiej oraz odeskiej, utworzenie z nich Towarzystwa Południowo-Zachodnich Dróg Żelaznych. W 1882 uzyskał koncesję na budowę linii kolejowej Iwangorod (obecnie: Dęblin) – Dąbrowa Górnicza, której realizację zakończył w 1885.
Kolej ta odegrała znaczną rolę w rozwoju gospodarczym Królestwa Polskiego, przyczyniając się do ożywienia przemysłowego guberni kieleckiej i radomskiej. Dzięki tym sukcesom Bloch został członkiem tzw. uczonego komitetu przy Ministerstwie Skarbu, otrzymując rangę radcy stanu. Bardzo imponowało mu, gdy w towarzystwie tytułowano go generałem, nie bez powodu, gdyż jego tytuł odpowiadał wojskowej randze generała-majora.

## Stosunki rodzinne
Od 12 listopada 1883 Jan Bloch posiadał tytuł szlachecki z herbem Bloch.
W dniu 30 sierpnia 1862 w kościele ewangelicko-reformowanym w Warszawie poślubił Emilię Kronenberg (1845-1921, córkę Henryka Andrzeja Kronenberga), z którą miał pięcioro dzieci:
- Marię Katarzynę (zm. 1926), żonę Józefa Kościelskiego, poety i polityka, matkę literata Władysława Augusta Kościelskiego.
- Henryka Jana (ur. 1866, dziedzica dóbr Łęczna),
- Aleksandrę Emilię, żonę Józefa Weyssenhoffa, poety i powieściopisarza,
- Emilię, żonę Ksawerego Hołyńskiego rotmistrza gwardii wojsk rosyjskich, a później Michała Ordęgi,
- Janinę Marię, żonę Kazimierza Kostaneckiego, profesora anatomii Uniwersytetu Jagiellońskiego.

Córka Jana Blocha, Emilia i Ksawery Hołyński byli rodzicami Jana Hołyńskiego, przedsiębiorcy, posła na Sejm trzech kolejnych kadencji (II – IV) w II Rzeczypospolitej.
W ostatnich latach życia Jan Bloch był niezwykle czynny na polu filantropii. Za życia łożył znaczne pieniądze w różne działania społeczne, duże sumy (mowa nawet o 400 tys. rubli, czyli 2,666 mln złotych polskich) przeznaczył na nie w testamencie.
Jedyny syn Jana Blocha – Henryk nie wdał się w ojca, nie kontynuował kariery ojca, zadowolił się pozycją średnio zamożnego właściciela ziemskiego (choć ożenił się z hrabianką Izabellą Wodzińską), gospodarującego w majątku rodzinnym Łęczna, utrzymywał piękną stajnię koni wyścigowych, w życiu gospodarczym znaczniejszej roli nie odegrał.
O przedsiębiorstwie kolejowym i kantorze Jana Blocha już przed I wojną światową nic nie było słychać, także w okresie międzywojennym, mimo że Emilia Bloch zmarła dopiero w 1921.
Spoczywa na cmentarzu Powązkowskim w Warszawie (kwatera 181-3/4-1).

## Publikacje
Pod jego kierownictwem opracowano w języku rosyjskim obszerne publikacje:
- “Wpływ dróg żelaznych na stan ekonomiczny Rosji” (1878), przełożone następnie na języki: polski i francuski
- “Finanse Rosji” (1882), przełożone na języki: polski i francuski i niemiecki.

Z innych publikacji Blocha warto wymienić
- “Przemysł fabryczny Królestwa Polskiego” (1884)
- “Ziemia i jej oddłużenie w Królestwie Polskim” (1891)
- “Przyszła wojna” 7-tomowa (1893-1898), dzieło tłumaczone na wiele języków i najlepiej znana w świecie publikacja Jana Blocha, niekiedy uważana za jedyny powód, dla którego znane było nazwisko Jana Blocha.

Na początku 1901 Akademia Umiejętności zgłosiła “Przyszłą wojnę” do pokojowej Nagrody Nobla. Nie przyznano jej, ale sam fakt nominacji musiał autorowi sprawić ogromną satysfakcję, zaś ze strony współczesnych przysporzył mu niemało zawiści.

## Charakterystyka pisarstwa Jana Blocha
Pisarstwo Jana Blocha było przez współczesnych z wielu powodów przyjmowane niechętnie albo nawet przemilczane. Jedynym, który o dorobku pisarskim Blocha wspominał wielokrotnie i przychylnie, był Bolesław Prus w swoich Kronikach na łamach Tygodnika Illustrowanego.
Bloch wypowiadał się także w kwestii żydowskiej, występował w obronie ludności żydowskiej w Królestwie Polskim i to z powodzeniem.

## Biografie Jana Blocha
Jedyny, ogłoszony jeszcze przed II wojną światową pełniejszy biogram Jana Blocha był autorstwa wybitnego uczonego polskiego tamtych czasów Andrzeja Grodka. Po II wojnie światowej Aleksander Bocheński wypowiadał się pozytywnie o dorobku naukowym i działalności Jana Blocha.
W 2020 roku ukazała się nowa biografia Jana Gottlieba Blocha autorstwa J. Ewy Leśniewskiej: Jan Gotlieb Bloch (1836-1902) i dzieje rodu. W nowej biografii autorka wykorzystała nieznane wcześniej źródła archiwalne. Przedstawia Blocha jako pioniera bankowości polskiej, przemysłowca, przedsiębiorcę i ekonomistę. Inicjatora I Pokojowej Konferencji w Hadze oraz kandydata do pierwszej Pokojowej Nagrody Nobla.
Aleksander Bocheński tak kończył swój szkic o Blochu w Wędrówkach po dziejach przemysłu polskiego cz. II s. 110: “Bloch miał życie przepełnione prowadzeniem wielkich finansów. W tej dziedzinie nie ma wytchnienia ani pomocy, która by mogła oddalić troskę codzienną i zwolnić od trudnych decyzji. Pomimo to, nie tylko rozgłos, sławę, ale i konkretny wpływ na bieg historii świata potrafił zdobyć. Umniejszanie tego sukcesu umniejsza tylko jego pomniejszycieli. Panowie pisarze, tak nie można. Proszę o chwilę zamyślenia przed posągiem Jana Blocha, posągiem, którego w Polsce nie ma.”
W internetowej Encyklopedii PWN znajdziemy taki oto obszerny biogram: “Bloch Jan Gottlieb, ur. 24 VI 1836, Radom, zm. 7 I 1902, Warszawa, finansista, przemysłowiec, ekonomista”.
Publikacja Ryszarda Kołodziejczyka Jan Bloch (1836-1902). Szkic do portretu „króla polskich kolei”, PIW, Warszawa 1983, stanowi próbę zrekonstruowania i ukazania prawdziwego życiorysu polskiego burżua, o aspiracjach i wielostronnych osiągnięciach daleko wybiegających poza krąg interesów klasy, którą bez wątpienia reprezentował.

## Literatura dodatkowa
- Andrzej Grodek: Bloch Jan Gotlib. W: Polski Słownik Biograficzny. T. 2: Beyzym Jan – Brownsford Marja. Kraków: Polska Akademia Umiejętności – Skład Główny w Księgarniach Gebethnera i Wolffa, 1936, s. 124–126. Reprint: Zakład Narodowy im. Ossolińskich, Kraków 1989, ISBN 83-04-03291-0.